# William Robert Daly
Pour l'athlète irlandais, voir Robert Daly.
William Robert Daly né à Boston, dans le Massachusetts, le 24 octobre 1872 ou plus vraisemblablement le 24 octobre 1869 et mort en 1935, est un acteur et réalisateur américain du cinéma muet.

## Biographie

### Jeunesse
Daly est né à Boston, Massachusetts , sous le nom de William Robert Dailey.

### Carrière
Il est devenu « metteur en scène » à 19 ans. Il a réalisé l'adaptation cinématographique du roman La Case de l'oncle Tom en 1914 , mettant en vedette un acteur afro-américain dans un rôle principal pour un long métrage destiné au public blanc. Sam Lucas , qui avait joué l'oncle Tom dans des productions théâtrales, a joué le rôle.
Daly a joué le rôle du méchant dans le film The Kid and the Sleuth de Thomas H. Ince en 1912. Il a travaillé avec le producteur William Selig en 1916 pour le film At Piney Ridge qu'il a réalisé. Il s'agissait d'une adaptation de la production théâtrale de Gilson Willets et Daly « a escorté une troupe d'acteurs au cœur des montagnes du Tennessee où de véritables scènes de la vie montagnarde ont été filmées »".
Il a siégé au conseil d'administration du Screen Club et a été photographié avec ses membres en 1912. En 1915, il était directeur de la société de cinéma Dramatic Book à Santa Barbara. Il est représenté sur une carte de réception du film Pardon My Nerve de 1922. Il est parfois simplement crédité Robert Daly.

### Vie privée
Il fut marié à l'actrice Eva Condon, puis à Fritzi Brunette. Il mourut en 1935.

## Filmographie partielle

### Acteur
1911 : 
- The Dream de Thomas H. Ince
- The Master and the Man de Thomas H. Ince : le serviteur
- A Gasoline Engagement de Thomas H. Ince : Mr. Powell
- His Dress Shirt de Thomas H. Ince : Mr. Kirby
- Uncle's Visit de Thomas H. Ince : Weary Willie

1912 : 
- The Trinity de Thomas H. Ince : August
- Through the Flames de Thomas H. Ince : l'opérateur du télégraphe
- The Kid and the Sleuth de Thomas H. Ince : le méchant[5]
- The Right Clue de Otis Turner : le détective
- The Immigrant's Violin de Otis Turner
- In Old Tennessee de Otis Turner
- Caught in a Flash de Otis Turner : Mr. Gayboy
- O'Brien's Busy Day de Otis Turner : O'Brien
- Shamus O'Brien de Otis Turner : Michael O'Farrel
- A Modern Highwayman de Otis Turner : William Steele
- Far from the Beaten Track de Otis Turner : l'étranger
- The Lure of the Picture de Otis Turner : Antonio Morso
- Winning the Latonia Derby de Otis Turner : Luther Clews

1921 : 
- Action de John Ford : J. Plimsoll

1922 : 
- The Yellow Stain de John Francis Dillon : Daniel Kersten
- A Dangerous Game de King Baggot : Bill Kelley
- Pardon My Nerve[10]

1923 : 
- La Loi du désert de Colin Campbell : Sam Lowrie

1932 : 
- Okay, America! de Tay Garnett

### Réalisateur
1912 : 
- The Power of Conscience

1914 : 
- La Case de l'oncle Tom  (Uncle Tom's Cabin)[11]

1915 :  
- Jungle Justice

1916 :
- Unto Those Who Sin[12]
- At Piney Ridge[7]

### Producteur
1916 :
At Piney Ridge